# مسالك الهملايا العظيمة
مسالك الهملايا العظيمة، هو طريق يمتد عبر جبال الهملايا من الشرق إلى الغرب. كان المفهوم الأصلي لهذا الطريق يتلخص في إنشاء مسار واحد للتنقل لمسافات طويلة من الطرف الشرقي إلى الطرف الغربي من النيبال، يشمل ما يقرب من 1,700 كيلومتر (1,100 ميل). هناك مسار مقترح لأكثر من 4500 كيلومتر (2,800 مي) يمتد بطول سلسلة جبال الهملايا الكبرى من نانغا باربات في باكستان إلى «نامشي باروا» في التبت على هذا النحو عبر الهند ونيبال وبوتان والتبت، وعلى الرغم من أن المسار الفعلي ليس سوى مجرد مفهوم في الوقت الراهن، فإنه إذا اكتمل سيكون أطول وأعلى مسار للتسلق في سلسلة الجبال هذه في العالم.
في تشرين الثاني/نوفمبر 2014، تعهدت منظمة دولية غير حكومية ممولة تمويلاً جيداً بمسالك التسلق الخاصة التي تمر عبر النيبال وبوتان، وقامت بزيارة بعض أكثر المجتمعات النائية على وجه الأرض. سيمر هذا المسلك عبر المناظر الطبيعية المتنوعة الموجودة في المنطقة، بما في ذلك الأودية والهضاب والمناظر الطبيعية. المسار المقترح من النيبال يتكون من 10 أقسام تضم شبكة من الطرق العلوية والسفلية. ومن الممكن في الوقت الحالي أن يتم رسم خرائط لهذه الشبكة (أو ما يسمى الطرق العلوية والسفلية) من خلال الطرق الموجودة أصلا، ولكن هذه الطرق قد لا توفر مسلكا مستمرا وغير متقطع.

## تقديم
يربط المسار المقترح بين مجموعة من الوجهات السياحية الأقل استكشافًا في المنطقة الجبلية في نيبال.
يعبر طريق الرحلة المناطق المعروفة جيدا فضلا عن المواقع الأقل شهرة، التي تتسم بالفقر الشديد ولكنها تمتلك إمكانات سياحية هائلة. وكان الغرض من إنشاء هذا المسار هو تعزيز المنافع الاجتماعية والاقتصادية للمجتمعات الجبلية. وتغطي سلسلة جبال الهملايا الكبرى 16 مقاطعة، تتراوح بين مقاطعة دولبا التي تتصل بهضبة التبت، عبر مقاطعة دارشولا، التي تحدها الهند. وتشكل رحلات السير أو المشي في النيبال نقطة جذب رئيسية للسياح، ولكن الوجهات الشعبية اقتصرت على مناطق مثل مقاطعة سولوخومبو وإيفرست وأنابورنا ولانغتانغ.
يوفر هذا المسار تنوعا من حيث المناظر الطبيعية والنباتات والحيوانات، والناس والثقافة: من نمور الثلج إلى الباندا الأحمر؛ ومن الأدغال شبه الاستوائية إلى النظم البيئية الهشة العالية الارتفاع، من شعب الشيربا الشهير، إلى الشامانية، وإلى ثقافة بوذا القديمة في دولبا.

## نبذة تاريخية
لقد حالت القيود المفروضة على مناطق معينة في نيبال والتبت وبوتان من الوصول إليها، مما يستلزم اختراق التلال الوسطى بعيدا عن سلسلة جبال الهملايا الكبرى، دون تشكيل مسار على امتداد سلسلة جبال الهملايا الكبرى. وفي عام 2002، ومع رفع المزيد من القيود في المناطق الحدودية لنيبال، أصبح ذلك ممكنا لأول مرة. وقد قطعت العديد من البعثات مسافات بعيدة عبر جبال الهملايا بما في ذلك:

### الثمانينات
- 1981: سار بيتر هيلاري (ابن السير إدموند) وشيوانغ تاشي وغرايم دينغل من سيكيم إلى كاراكورام.
- 1981-82: أتم هيو سويفت وأرلين بلوم رحلة استمرت تسعة أشهر من بوتان إلى لاداخ في الهند.
- 1983: وصل الأخوان البريطانيان ريتشارد وأدريان كرين إلى جبال الهملايا، من كانشينجونجا إلى نانجا باربات في أقل من 100 يوم. تطلب الطريق انحرافًا كبيرًا عن سلسلة جبال الهملايا العظمى لعبور الحدود بين نيبال والهند.

### التسعينيات
- 1990: قام سوريل ويلبي وكريس سيانتار برحلة من كشمير إلى أروناتشال براديش.
- 1992: قطع براندون ويلسون وشيريل ويلسون طريقا يبلغ طوله 1000 كلم على ظهور الخيل من لاسا، التبت إلى كاتماندو، نيبال في أكثر من 40 يومًا. أعيد فتح حدود التبت أمام المسافرين قبل يوم من بدء رحلتهم. تم توثيق مغامرتهم / رحلة السلام في كتاب ياك باتر بلوز.[4]
- 1994: من 21 تشرين الأول إلى 1 كانون الأول 1994، سجل العداءان الفرنسيان بول إريك بونو وبرونو بويرير مسافة 2100 كلم و 55000 متر من الارتفاع، تعبر من الشرق إلى الغرب، من باشوباتيناجار إلى ماهاكالي، واجهوا فيها ظروفا جوية صعبة في بعض الأحيان.
- 1997: مشى الكسندر بوسين وسيلفان تيسون مسافة تبلغ 5000 كلم من بوتان إلى طاجيكستان. أكملوه في حوالي ستة أشهر.

### عقد 2000
- 2003: سارت روزي سويل بوب على طول نيبال في التلال الوسطى وسلسلة جبال هملايا العظيمة مع فريق دعم، يغطي ما يقدر بـ 1700 كلم في 68 يومًا لجمع الأموال لجمعية «نيبال ترست» الخيرية.[5]
- 2007: تجولت الدكتورة جيليان هولدسورث في أنحاء النيبال مع المرشد سونام شيربا لجمع الأموال لصندوق بريطانيا - نيبال الطبي.
- 2008-09: تم السير على طريق جبال الهملايا العظيم في النيبال لأول مرة على مدار موسمين من قبل فريق بقيادة روبن بوستيد، الذي قام برحلات بحثية استمرت خمس سنوات قبل أن يعبر الطريق. استغرقت الرحلة 162 يومًا وتم توثيقها في كتاب يحمل نفس العنوان.[6][7] تقديراً لهذا الكتاب، يذكر المؤلف فريقًا مكونًا من ثلاثة أفراد من شيربا يُدعون «بيما تشيري شيربا» و«لاكبا ديندي شيربا» و«كارما شيربا» الذين ساروا معه «في كل خطوة على الطريق».

### عقد 2010
- 2010: سجل شون بورش، صاحب الأرقام القياسية المتعددة في موسوعة غينيس، رقماً قياسياً عالمياً رسمياً من خلال عبور طريق محدد لمسار هملايا العظيم في 49 يومًا و6 ساعات و8 دقائق.
- 2010: أكمل ثلاثة مسافرين شباب، ديبيش جوشي، وسوروز دانغول، وراجو ماهارجان من مجموعة تُدعى «المستكشفون» قسم مسار جبال الهملايا العظيم في نيبال دفعة واحدة.
- 2011: حاول جاستن ليختر وشون فوري المشي لمسافة 8000 متر شرقًا إلى 8000 متر غربًا من كانشينجونجا إلى نانجا باربات، وألفوا كتابًا بعد المشي.[8]
- 2011: قام سونيل تامانغ منفرداً بالتنزه في منطقة محددة من طريق جبال الهملايا العظيم من كانشينجونجا في الشرق، إلى بحيرة رارا في غرب نيبال في 128 يومًا على مساره الخاص في عمر العشرين، مما جعله أصغر شخص يقوم بتسلق ما يسمى بالمسلك.[9]
- 2011: حاولت العداءة البريطانية ليزي هاوكر العبور عبر هذا المسلك لكنها فشلت.
- 2012: قاد أبا شيربا، في أبريل 2012، بنجاح أول رحلة استكشافية لإكمال مسالك الهملايا العظيمة مع ثلاثة من رفقائه، وهي رحلة بطول 1700 كيلومتر (1,050 ميل) تمتد على طول جبال الهملايا النيبالية. يعتبر مسالك الهملايا العظيمة أحد أصعب الرحلات في العالم. انطلق آبا شيربا ورفاقه الثلاثة في يناير في رحلة المشاهير المدافعين عن المناخ، وهي رحلة استكشافية تروج للسياحة وتسلط الضوء على آثار تغير المناخ. أنهوا المسار في 99 يومًا، قبل 20 يومًا من الموعد المحدد.
- 2012: اتبعت جيردا ماريا بولر (برفقة تيمبا بهوتي جزئيًا ومجموعة صغيرة من الحمالين)، مسار الهملايا العظيمة بطريق طوله 1700 كلم عبر نيبال لجمع الأموال من أجل جمعية النيبال لمرضى التوحد.
- 2012: قام باريبيش برادان برحلة «بنسخة مفاهيمية» من مسالك الهملايا العظيمة من كانغشينجونغا إلى دارشولا في 98 يومًا كجزء من مشروعه «مسالك الهملايا العظيمة - مبادرتي من اجل المناخ».[10]
- 2014: اجتاز جون فيدلر وكاثلين إيغان وسيث وولبين مسارا سريعا مقترحا لهذا المسلك، وأصبح أول فريق يعبر جميع الممرات التقنية الخمسة، دون دعم من الحمالين. سافروا من تابليجونغ إلى هيلسا، وانتهوا في 87 يومًا. أصبحت كاثلين أول امرأة تتسلق الطريق السريع بدعم ذاتي.

## الأقسام

### بوتان
بوتان، مقسمة إلى طرق ومسالك مختلفة، حيث تمكنك من عبور البلاد. ويلخص روبن بوستيد الطريق قائلا: «بعد وصولنا إلى بارو، توجهنا إلى شانا ودروجيال دزونج وبدأنا رحلة جومولهاري. إستمرّْينا حول ممر» نيالي«للإلتقاء، وبعد ذلك اتبعنا مسلك ينابيع غاسا الحارة إلى تانزا ومسلك رجل الثلج. ويستغرق هذا الطريق نحو 40 يوما حسب اللياقة البدنية».

### النيبال
ادعى روبن بوستيد وبيما تسيرينج شيربا ولاكبا شيربا وكارما شيربا، أنهم ساروا في مسلك يربط كل الهملايا من جبل أبي إلى كانغشينجونغا. تمر الطريق العلوية من الشرق إلى الغرب عبر مناطق الرحلات الثابتة في كانغشينجونغا إلى ماكالو بارون وسولوخومبو وغوريشانكار وهيلامبو ولانغتانغ وغانيش هيمال وماناسلو وأنابورنا ومقاطعة دولبا وبحيرة رارا ومقاطعة هوملا، التي تنتهي عند الحدود التبتية في هيلسا.

### عناقيد مجموعات مسالك الهملايا العظيمة

#### كانغشينجونغا

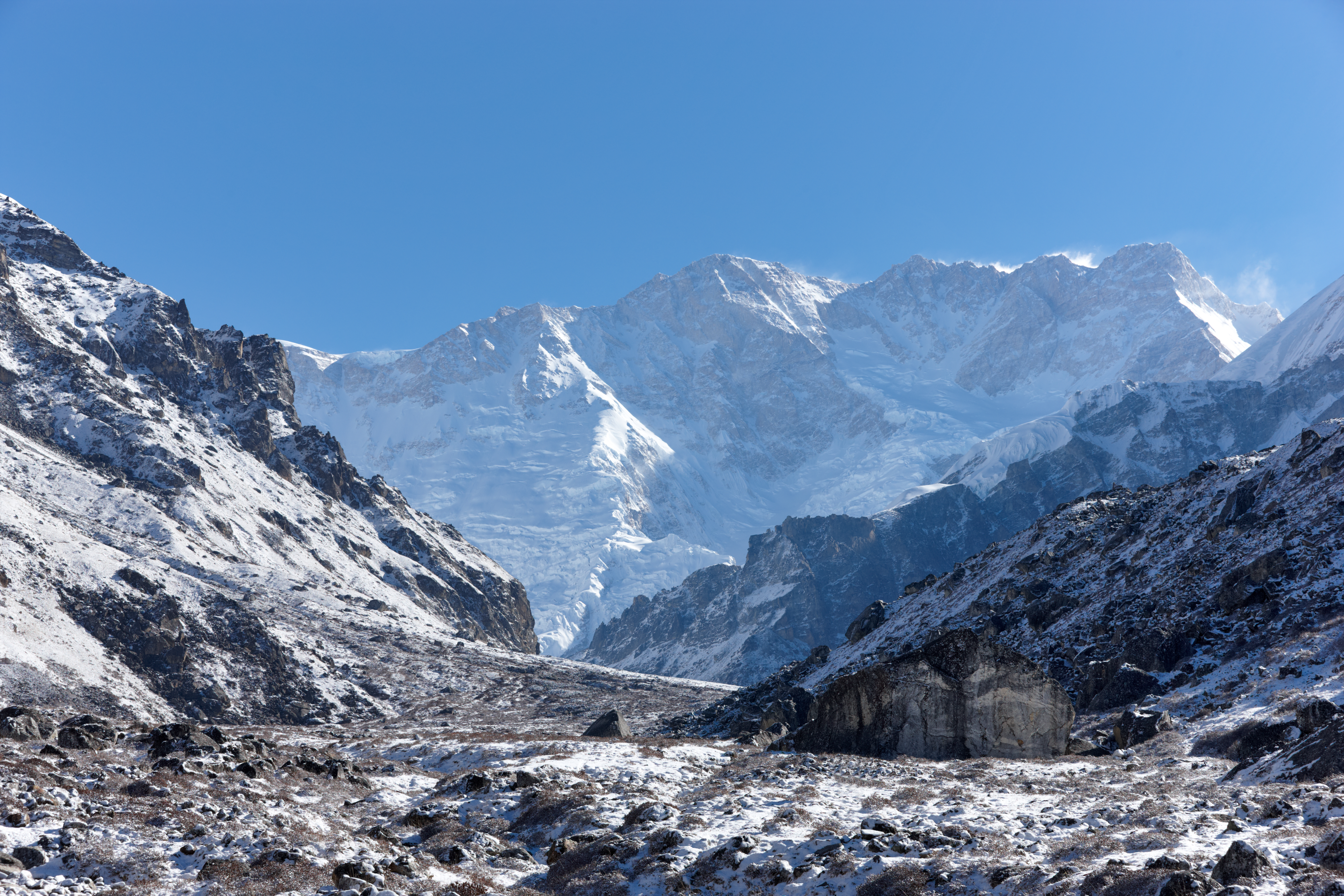
كانغشينجونغا

كانغشينجونغا، على ارتفاع 8,586 متر (28,169 قدم)، هو ثالث أعلى جبل في العالم ويقع على الحدود مع سيكيم. يعتبر شرق نيبال عموما أكثر تطورا من غربها وأكثر ازدهارا. ويعزى ذلك جزئيا إلى المناخ الأكثر ملاءمة مع ارتفاع معدل هطول الأمطار، وتوظيف سكان راي وليمبو في أنظمة غورخا ودخلهم. غير أن وعرة التضاريس تعني أن المناطق الجبلية نائية بشكل خاص.

#### الحديقة الوطنية بماكالو بارون
سميت المنطقة على اسم جبل مكالو، الذي يبلغ ارتفاعه 8,463 متر (27,766 قدم) وهو خامس أعلى جبل في العالم. وهي موطن لأكثر من 3000 نوع من النباتات المزهرة، بما في ذلك 25 نوعا من شجر الورد ومئات الأنواع من الأوركيد.

#### ايفرست ورولوالينج
يعرف إفرست باسم ساغارماثا في نيبال وتشومولونجما في التبت، وتعرف منطقة إفرست محليا باسم خومبو، هي موطن لثلاثة من أعلى القمم في العالم: إيفرست 8848 متراً (29029 قدماً)؛ لوهوتسي، رابع أعلى ارتفاع عند 8,516 متر (27,940 قدم)؛ وتشو أويو، سادس أعلى قمة عند ارتفاع 8,201 متر (26,906 قدم).
رولوالينج هيمال هي موطن تامانغ، شيربا، غورونغ الشرقية، وشعب التامي الأصلي. وليس لديها مناطق محمية رسميا لأنها غنية بالأحياء البرية بما في ذلك الباندا الأحمر والدب الأسود والقط الفهد.

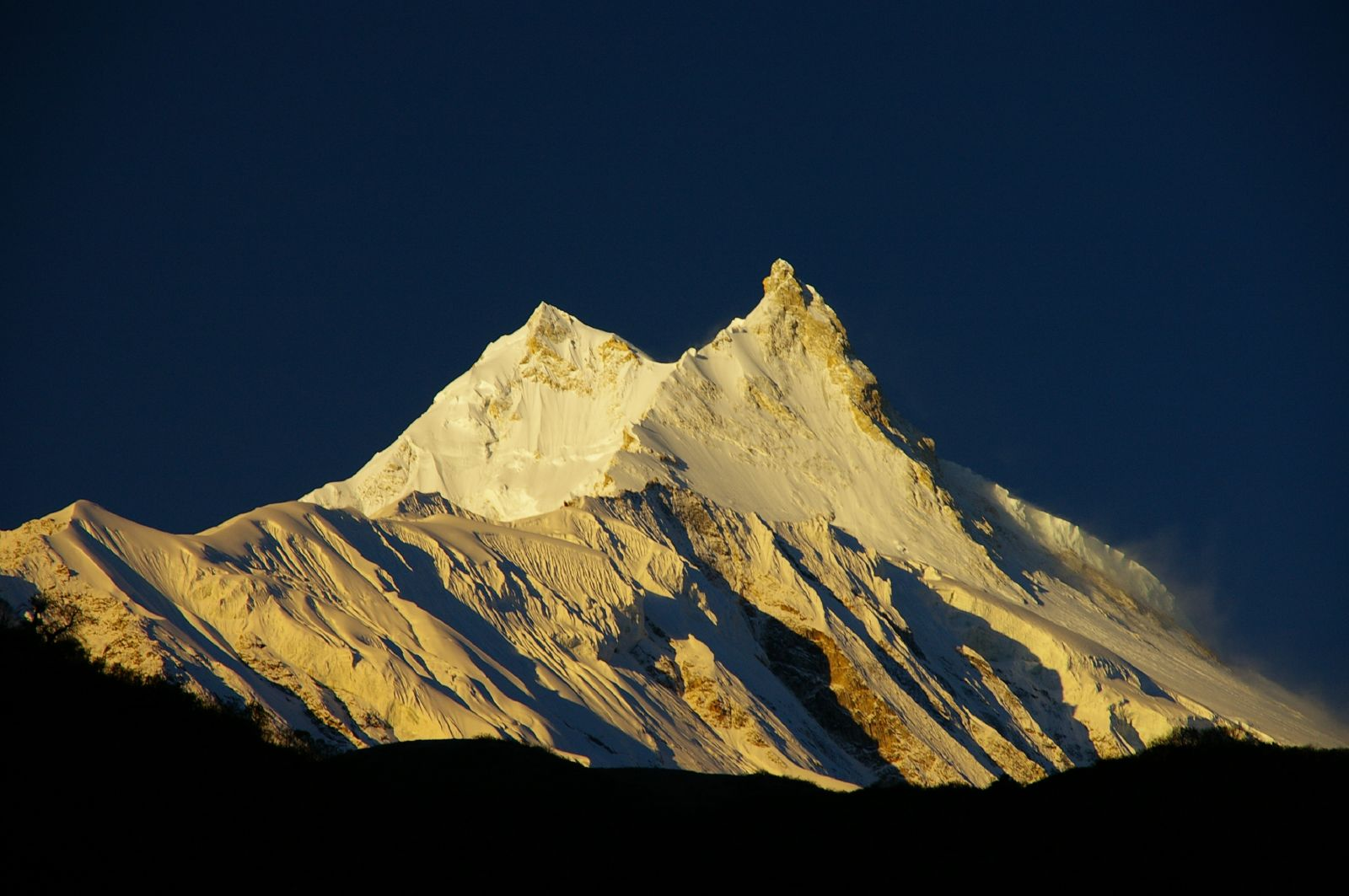
شروق الشمس ، ماناسلو

#### رارا وجملة
يبدأ هذا المسار من بازار جوملا ويتجه إلى منطقة موجو. يستغرق يومين لإكماله. يبلغ طول بازار جوملا 2300 متر إلى ناوري غات. يبلغ ارتفاع «دافي ليخ» حوالي 4500 متر. يعتبر التسلق غادر جدا حيث يمكنك تسلق 200 متر فقط بسبب التضاريس الوعرة جدا. ونظرا للظروف، فإنه ليس مناسبا للأشخاص الذين يعانون منمشاكل مع الارتفاع أثناء تسلقه. بعد ذلك نجد كل ما يصل إلى ناوري غات. وناوري غات، تقع على بعد ساعتين نزولا إلى مقاطعة موغو. وعلى طول الطريق، هناك قرية تسمى بهولبهيلي التي تبعد حوالي 7 ساعات من ناوري غات حيث يمكن للمرء أن يختار الذهاب إلى اليسار للوصول إلى بحيرة رارا أو المشي إلى غامغادي، التي هي جزء من مقاطعة موغو. وكلاهما يستغرق 4 ساعات للوصول.

## طرق الوصول إلى مسالك الهملايا العظيمة
يمكن للمتسلقين الاختيار بين طريقين: الطريق العالي (الطريق الصعب والشديد) والطريق المنخفض (المسار الثقافي).

### الطريق العالي
يبدأ الطريق المرتفع لنيبال شمال مخيم قاعدة كانشغينجونغا وينتهي في هيلسا عند حدود نيبال التبتية في مقاطعة هوملا الغربية. يمتد المسار لمسافة تقارب 1700 كلم ويمر عبر المناظر الطبيعية الجبلية العالية الارتفاع، يمر عبر بعض أكثر القرى النائية على وجه الأرض حيث الحياة لازالت كما كانت عليه منذ قرون.
المشي والتسلق على طول مسالك الهملايا العظيمة، يعبر على ارتفاعات عالية تصل إلى 6146 متر والرحلة كلها تستغرق حوالي 150 يوما. هناك حاجة إلى معدات مناسبة للركوب ومعدات لتسلق الجبال، وينبغي أن تكون مناسبة جسديا. وللسلامة، يتبع دليل محلي للجبال المسافرين خاصة في المرتفعات العالية.
المتسلقان الجنوب أفريقيان ريان ساندس ورينو غريسيل وضعا أسرع وقت جديد معروف خلال مارس 2018، باجتيازهما مسافة 1504 كلم في فترة 24 يوما.

### الطريق المنخفض
يعتبر هذا الطريق أقصر من الطريق المرتفع، ويمتد لمسافة 1500 كلم، وتستغرق الرحلة بأكملها قرابة 100 يوماً. ويمر مسار مسالك الهملايا العظيمة المنخفض عبر التلال الوسطى في البلاد بمتوسط ارتفاع يبلغ 2000 متر (6,600 قدم). ولكن هناك العديد من تصاريح العبور، وأعلى هذه التصاريح هي تصاريح جانغ لا على ارتفاع 4,519 متر (14,826 قدم) بين دورباتان ودولبا في غرب نيبال.
السير على طول مسار مسالك الهملايا العظيمة المنخفض، يعني المشي عبر الغابات والمراعي ومدرجات الأرز الأخضر والأراضي الزراعية الخصبة، مما يوفر الأساس لثقافة نيبال وحضارتها الغنية. هناك الكثير من المستوطنات المحلية للعديد من المجموعات الثقافية المختلفة.